# Jörg Sievers
Jörg Sievers (Römstedt, 22 settembre 1965) è un allenatore di calcio ed ex calciatore tedesco, di ruolo portiere.
È il fratello di Ralf Sievers, a sua volta calciatore.

## Palmarès

### Club

#### Competizioni nazionali
- Coppa di Germania: 1

Hannover 96: 1991-1992
- Fußball-Regionalliga: 1

Hannover 96: 1996-1997
- Campionato tedesco di seconda divisione: 1

Hannover 96: 2001-2002